# André Jolly
André-Edouard Baron Jolly (* 13. April 1799 in Brüssel; † 3. Dezember 1883 ebenda) war ein belgischer General.

## Leben
Jolly war nach der Septemberrevolution Mitglied der provisorischen Regierung und Chef des Kriegsdepartements bis zum 26. Februar 1831. Danach war er Generallieutenant in der Reserve.

## Schriften
- Monographie de la Chapelle de Bourgogne à Anvers. Imprimerie Impériale de la Cour et de l’Etat, Vienne 1858; doi:10.3931/e-rara-58215